# Thripophaga
Thripophaga – rodzaj ptaków z rodziny garncarzowatych (Furnariidae).

## Występowanie
Rodzaj obejmuje gatunki występujące w Ameryce Południowej.

## Morfologia
Długość ciała 15–18 cm, masa ciała 23–30 g.

## Systematyka

### Nazewnictwo
Nazwa rodzajowa pochodzi od greckiego słowa θριποφαγος thripophagos – „jedzący korniki” (θριψ thrips – „kornik” oraz -φαγος -phagos – „jeść”).

### Podział systematyczny
Do rodzaju należą następujące gatunki:
- Thripophaga gutturata (d’Orbigny & Lafresnaye, 1839) – miękkoster mały
- Thripophaga cherriei von Berlepsch & E. Hartert, 1902 – miękkoster żółtooki
- Thripophaga amacurensis Hilty, Ascanio & Whittaker, 2013 – miękkoster rdzawogardły
- Thripophaga fusciceps P.L. Sclater, 1889 – miękkoster gładki
- Thripophaga adusta (Salvin & Godman, 1884) – rudobrewik
- Thripophaga macroura (zu Wied-Neuwied, 1821) – miękkoster plamisty